# اولنه (اوب)
اولنه (به فرانسوی: Aulnay) یک کمون در فرانسه است که در canton of Chavanges واقع شده‌است. اولنه ۱۰٫۴۴ کیلومتر مربع مساحت دارد ۱۱۳ متر بالاتر از سطح دریا واقع شده‌است.